# 剑叶鸦葱
剑叶鸦葱（学名：Scorzonera ensifolia）为菊科鸦葱属的植物。分布于哈萨克斯坦、俄罗斯以及中国大陆的新疆等地，一般生长在荒地、沙丘以及沙质地，目前尚未由人工引种栽培。